# 무역수지
무역수지(貿易收支, 영어: balance of trade)란 무역으로 생기는 국제수지를 말한다. 무역수지는 수출과 수입을 비교한 개념이라는 점에서 무역수지를 교역조건의 면에서 분석해 볼 필요가 있다. 왜냐하면 무역수지는 무역거래를 화폐액으로 표시한 것이며, 그 화폐액은 가격과 수량에 의하여 결정되는 것이기 때문에 무역수지의 변동에는 수출품과 수입품의 가격면과 수량면의 변화가 포함되기 때문이다.

## 요인
무역수지에 미치는 요인은 다음과 같다:
- 생산 비용 (토지, 노동, 자본, 세금, 인센티브 등)
- 원자재(원료), 중간 상품 등의 비용과 이용 가능성
- 환율 변동
- 무역의 제한, 일방적/다각적/쌍방적 관세
- 환경, 보건, 안전 기준과 같은 비관세 장벽
- 수입을 위해 청구하는 적절한 외화의 이용 가능성
- 본국에서 제조되는 제품의 가격 (공급 반응에 영향을 받음)

## 같이 보기
- 국제수지
- 경상수지
- 자본수지
- 대한민국의 무역수지
- 네덜란드병